# Der Jude (1916–1928)

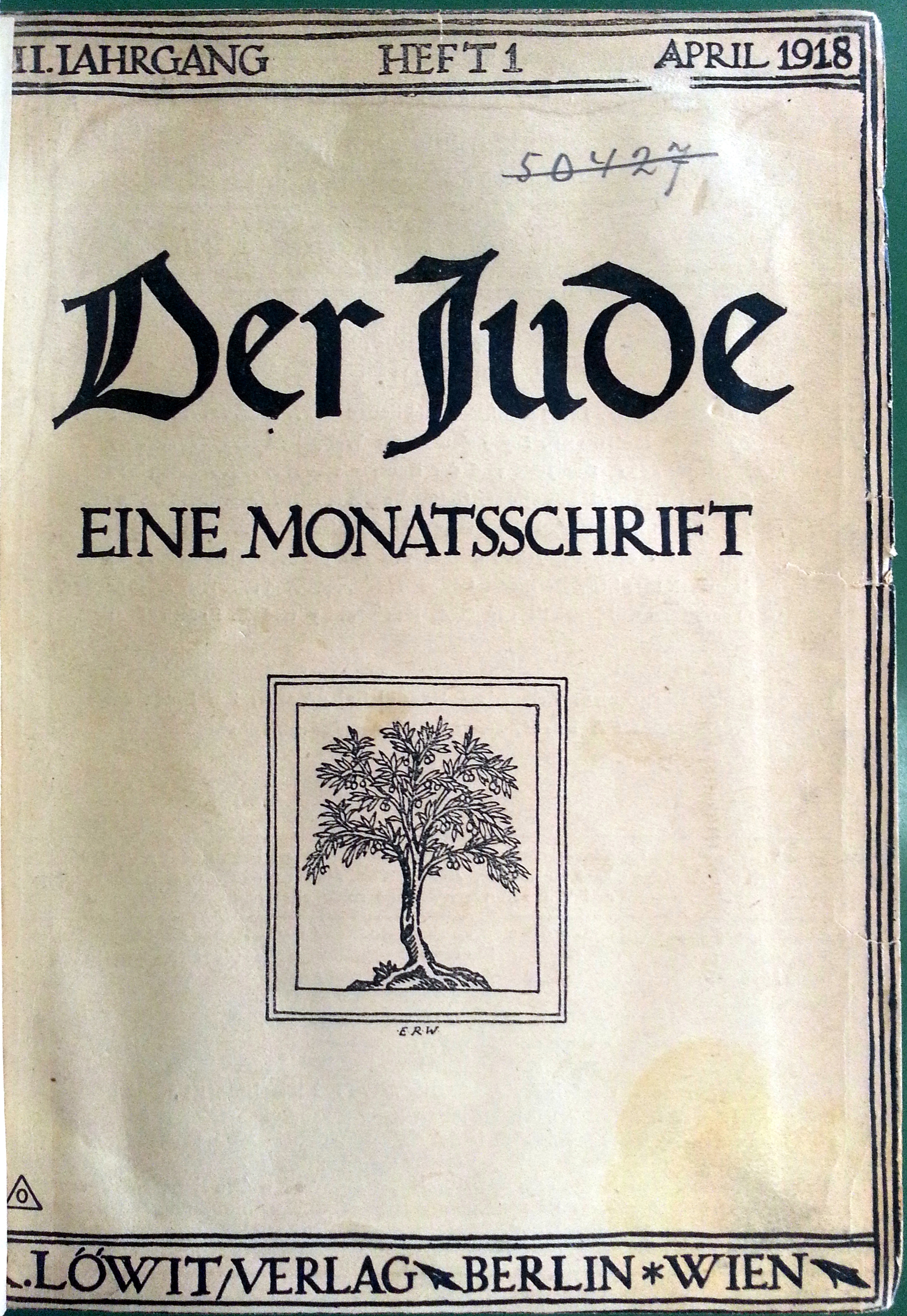
Ausgabe April 1918

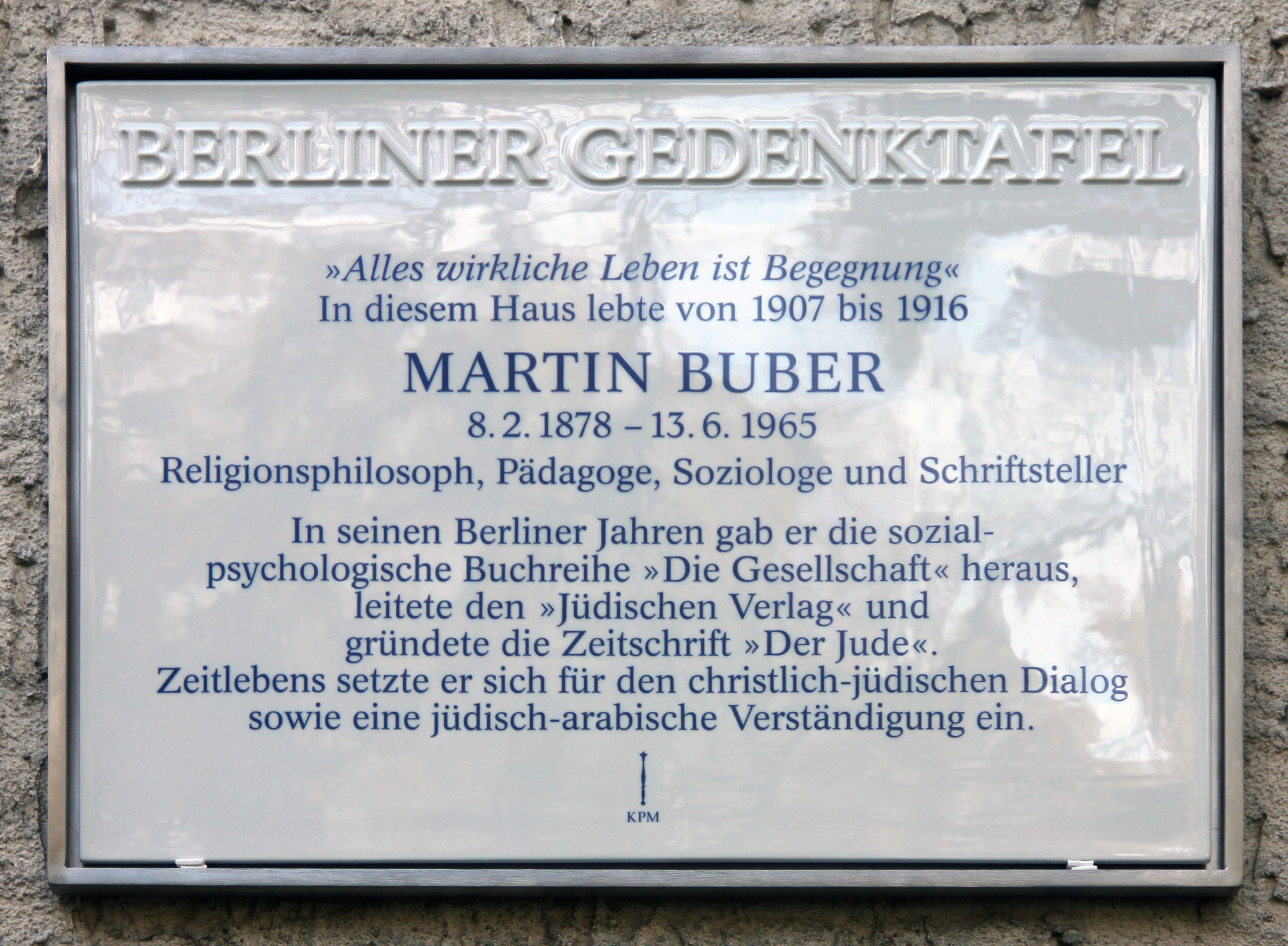
Berliner Gedenktafel am Haus, Vopeliuspfad 12, in Berlin-Zehlendorf

Der Jude. Eine Monatsschrift war eine von Martin Buber und Salman Schocken gegründete jüdische Zeitschrift, die von 1916 bis 1928 bestand.

## Geschichte
Herausgeber der Zeitschrift war Buber, zur Redaktion gehörten in verschiedenen Zeitabschnitten Max Mayer (1886–1967), Mayer Präger (1889–1942), Gustav Krojanker, Ernst Simon und Siegmund Kaznelson.
Der Jude hatte in der Spitze, vor allem in den Anfangsjahren, eine Auflage von 3000 bis 5000 Exemplaren. Die Zeitschrift erwirtschaftete nie einen Gewinn und war stark defizitär. Der Jude erschien zu Beginn im R. Löwit Verlag und ab 1920 im Jüdischen Verlag. Die Zeitschrift kämpfte durchweg mit finanziellen und personellen Schwierigkeiten, in den Kriegsjahren bestand zudem ein Papiermangel. Die Veröffentlichung war daher immer wieder unregelmäßig; 1921 sogar für sechs Monate unterbrochen. In den letzten Jahrgängen wurde der Monatsrhythmus ganz aufgegeben.
Die Bubersche Zeitschrift war die dritte Verwendung dieses Titels, nach der 1768–1772 von Gottfried Selig sowie ab 1832 von Gabriel Riesser herausgegebenen Zeitschrift desselben Namens, die zwar alle drei denselben Titel trugen, aber vollkommen unterschiedlich konzipiert waren. Die erste Zeitschrift dieses Namens war ein beinahe antisemitisches Blatt. Es gab auch eine in New York seit 1895 in deutscher Sprache herausgegebene Wochenschrift unter dem Titel Der Jude.
Martin Buber wollte bereits 1903 – gemeinsam mit Chaim Weizmann und Berthold Feiwel – eine Zeitschrift unter dem Titel Der Jude (eine „Revue der jüdischen Moderne“) herausbringen, was sich aber nicht realisieren ließ.

## Bekannte Texte
- Franz Kafka: Zwei Tiergeschichten. Ein Bericht für eine Akademie, #2, November 1917, S. 559 –  565; wieder nur mit dem Untertitel, in Ein Landarzt, Erzählungen, zuerst 1919